# Guillaume Chaverson
Guillaume Chaverson (mort après 1460) est membre du paraige de Porte-Moselle de la République messine, trésorier, treize, aman de Saint-Hilaire-le-Grand, échevin du palais et maître-échevin de 1430 à 1460.

## Biographie
Né vraisemblablement à la fin du XIVe siècle, Guillaume, Willemin ou Willaume Chaverson est le fils de Jean Chaverson, aman de Saint-Victor et membre du paraige de Porte-Moselle et de Catherine Hunebourjat.
De ses deux mariages avec Catherine Barroy et à sa mort une certaine Lohier, Guillaume Chaverson a deux enfants :
1. Joffroy Chaverson, mort vers 1472, maître-échevin de Metz vers 1456. Il se marie avec Jeannette le Gournay. Sa petite-fille, Gertrude Chaverson se marie avec Regnault Gournay, Seigneur de Secourt et Villiers en 1495[3].
2. Catherine Chaverson qui se marie en 1476 avec Nicolas Esch, un chevalier[4].

Les positions municipales se transmettant majoritairement grâce au lignage masculin, il était primordial pour ces familles d'assurer leur succession en réalisant des mariages stratégiques. En effet, le jeune homme recevant son office pouvait choisir entre le paraige de son père ou celui de son grand-père maternel.
En tant qu'usurier, il est enterré à l'abbaye de Saint-Arnould. Effectivement, les dominicains de Metz refusaient de condamner les usuriers, que la papauté voulait excommunier et priver de sépulture chrétienne. Ainsi, de nombreuses familles messines associées aux paraiges élirent donc sépulture à l'abbaye de Saint-Arnould.
Guillaume Chaverson est à plusieurs reprises trésorier en 1430, 1434, 1438, 1445, 1457. Il est également Treize (« les Treize jurés, ou les Treize, forment le principal conseil de la cité de Metz, aux fonctions judiciaires (tribunal des Treize), mais aussi législatives et exécutives. Ils étaient élus chaque année à la Chandeleur, cooptés parmi les hommes de paraiges : deux membres par paraige ancien plus trois pour le Commun ») en 1447, 1452 et 1460.
Il est aussi aman de Saint-Hilaire-le-Grand (« les amans, sont responsable de la conservation des contrats entre particuliers à Metz et dans le pays de Metz. Ils doivent s'assurer de l'authenticité du témoignage entre les parties ; ils peuvent en être les rédacteurs, mais les parties peuvent aussi avoir recours à leur propre clerc ») et finalement échevin du palais.
De plus, ces membres de paraige sont notifiés dans de nombreuses archives qui racontent les prouesses de ces hommes. Par exemple, c'est en 1445 que s'affrontèrent Jacques Dex, Jean le Gournay et Guillaume Chaverson, tous trois âgés d'environ 70 ans dans une arène et que Jacomin de Raigecourt, ayant voulu épargner Jacques Dex, fut porté par terre de la lance de ce dernier à la grande stupeur et l'hilarité de tous les assistants,.
La chronique de Philippe de Vigneulles (tome second (de l'an 1325 à l'an 1473) permet de noter que Guillaume Chaverson fut maître-échevin de la cité de Metz en 1425. Effectivement, son mandat se déroule alors que plusieurs seigneurs français, dont les seigneurs de Rays et de Beaumanoir, mènent des campagnes militaires contre les Anglais, notamment avec la prise du château de Malicorne. Cette même année, Artus de Richemont, connétable de France, fait arrêter et exécuter le seigneur de Gyac sans l’accord royal. Plusieurs autres évènements marquent son mandat comme l'affaire liée à Pierson Frouuay, un scribe accusé de trahison. Celui-ci est condamné à mort et décapité à Metz,.
Cette même chronique mentionne qu'en 1427, lors de la fête de saint Jacques et saint Philippe, célébrée en même temps que la dédicace de l’église Saint-Julien dans les faubourgs de Metz, une altercation éclata entre sept hommes de Servigny et un individu isolé. Alors qu’ils le malmenaient, des seigneurs messins tentèrent d’intervenir, ce qui déclencha une rixe violente. Quatre des agresseurs furent arrêtés et condamnés à être noyés au pont des Morts. Toutefois, grâce à l’intervention de Guillaume Chaverson et de Nicolas de Heu, la peine capitale fut annulée. En revanche, en guise de sanction, les condamnés furent mutilés et eurent les oreilles coupées.

## Famille
La famille Chaverson était une famille messine prestigieuse au début du XVIe siècle, affiliée aux paraiges depuis le premier tiers du XIVe siècle.

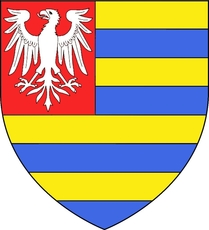
Blason de la famille Chaverson

Les armes de la famille Chaverson se distinguent par un franc-quartier en chef à dextre, arborant un champ de gueules (symbolisant vraisemblablement la générosité, le courage ou l'intrépidité) sur lequel figure un aigle d'argent, emblème de puissance et d’autorité. Le champ principal, quant à lui, est composé de fasces alternées d'or et d'azur, tout comme les armoiries des Bataille, Bugley, qui présentaient de fortes similitudes avec les Chaverson car toutes ces familles étaient du paraige de Porte-Moselle.
Jean Chaverson (qui n'est pas le père de Guillaume mais est apparenté à lui) est mentionné comme étant l'un des seigneurs de Metz, qui, avec Michel et Renauld de Gournay ainsi que Jacques Dex ont tenu tête au roi Louis XI. Effectivement, lors de son règne, il a accordé un point d'honneur à asseoir son autorité sur les fiefs qui présentaient une trop grande indépendance selon lui. C'est dans ce contexte qu'il invita ces trois seigneurs de Metz à Chablis. Le chroniqueur Jean Aubrion décrivit Louis XI de la manière suivante « [...] ses allures vulgaires, sa dévotion de marguillier, sa bonhomie rusée, cette habilité enfin qui lui faisait trouver partout des créatures pour servir ses intérêts ».
Afin d'établir son autorité, il donna à Michel le Gournay une pension viagère de cent livres de France et à Jean Chaverson des offices à la cour. L'objectif de Louis XI n'était pas de récolter ce qu'il semait car il était trop vieux mais bien de préparer le terrain pour ses successeurs : tout semblait présager que la cité de Metz ne conserverait pas son indépendance.
Le fils de Guillaume, Joffroy Chaverson est également seigneur de Montoy. En juillet 1437, Joffroy Chaverson participa à un siège devant Fléville, aux côtés de plusieurs seigneurs messins, dont Jean Baudoche, chevalier et capitaine, ainsi que Joffroy de Werixe et Jean Boullay. Accompagnés d’environ 300 compagnons d’armes et 16 hommes de pied de Metz, ils prirent des biens de grande valeur et attaquèrent les places fortes de Fléville, Lexire et Aixeralle.